# Liste der Kulturdenkmale in Welt (Eiderstedt)
In der Liste der Kulturdenkmale in Welt sind alle Kulturdenkmale der schleswig-holsteinischen Gemeinde Welt (Kreis Nordfriesland) und ihrer Ortsteile aufgelistet (Stand: 10. März 2025).

## Legende
In den Spalten befinden sich folgende Informationen:
- Objekt-ID: die Nummer des Kulturdenkmales
- Lage: die Adresse des Kulturdenkmales und die geographischen Koordinaten. Kartenansicht, um Koordinaten zu setzen. In der Kartenansicht sind Kulturdenkmale ohne Koordinaten mit einem roten Marker dargestellt und können in der Karte gesetzt werden. Kulturdenkmale ohne Bild sind mit einem blauen Marker gekennzeichnet, Kulturdenkmale mit Bild mit einem grünen Marker.
- Offizielle Bezeichnung: Bezeichnung des Kulturdenkmales
- Beschreibung: die Beschreibung des Kulturdenkmales
- Bild: ein Bild des Kulturdenkmales

## Sachgesamtheiten
| Objekt-ID      | Lage                                      | Offizielle Bezeichnung | Beschreibung | Bild                             |
| -------------- | ----------------------------------------- | ---------------------- | --- | -------------------------------- |
| 40663 Wikidata | Dorfstraße 6 (54° 18′ 8″ N, 8° 47′ 44″ O) | Kirche St. Michael     | Aktualisierung vorgesehen - Begründung: geschichtlich, künstlerisch, städtebaulich, Kulturlandschaft prägend - Schutzumfang: Kirche St. Michael mit Ausstattung, Kirchhof, Grabmale bis 1870 | weitere Fotos \| Fotos hochladen |

## Bauliche Anlagen
| Objekt-ID      | Lage                                                   | Offizielle Bezeichnung             | Beschreibung | Bild                             |
| -------------- | ------------------------------------------------------ | ---------------------------------- | --- | -------------------------------- |
| 4414           | Alter-Gardinger-Deich 21 (54° 17′ 57″ N, 8° 46′ 50″ O) | Haubarg Kornhof                    | Haubarg Kornhof; um 1870; eingeschossiger Backsteinbau unter reetgedecktem Walmdach, Vorhüs nach Süden mit mittigem Backengiebel, Achterhüs mit zwei Spitzgiebeln über Lootor und Boostür, im Inneren Vierkant aus vier Kiefernständern - Begründung: geschichtlich, Kulturlandschaft prägend - Schutzumfang: gesamtes Objekt - Denkmaltyp: Bauliche Anlage | BW                               |
| 3290 Wikidata  | Dorfstraße 6 (54° 18′ 8″ N, 8° 47′ 44″ O)              | Kirche St. Michael mit Ausstattung | Alteintragung (Aktualisierung vorgesehen) - Begründung: geschichtlich, künstlerisch, städtebaulich - Schutzumfang: gesamtes Objekt - Denkmaltyp: Bauliche Anlage, Sachgesamtheit: Kirche St. Michaelis | weitere Fotos \| Fotos hochladen |
| 3573 Wikidata  | Dorfstraße 22 (54° 18′ 16″ N, 8° 47′ 34″ O)            | Haubarg Tetenshof                  | Haubarg Alteintragung (Aktualisierung vorgesehen) - Begründung: Alteintragung (Aktualisierung vorgesehen) - Schutzumfang: Alteintragung (Aktualisierung vorgesehen) - Denkmaltyp: Bauliche Anlage | BW                               |
| 43950 Wikidata | Elhorn 8 (54° 18′ 13″ N, 8° 47′ 36″ O)                 | Wohnhaus                           | Wohnhaus; 18./19. Jh.; wohl Verwalterhaus zum nahe gelegenen Haubarg; eingeschossiger Ziegelbau mit hohem, reetgedecktem Halbwalmdach und Backengiebel - Begründung: geschichtlich, Kulturlandschaft prägend - Schutzumfang: gesamtes Objekt - Denkmaltyp: Bauliche Anlage | BW                               |
| 4413           | Knutzweg 2 (54° 18′ 24″ N, 8° 48′ 38″ O)               | Wohn- und Wirtschaftsgebäude       | Wohn- und Wirtschaftsgebäude; wohl 1867; eingeschossiger Backsteinbau unter reetgedecktem Walmdach, nach Südwesten mittiger Backengiebel, Nordostfassade mit Spitzgiebel über dem Lootor und halbrunden Gusseisenfenstern - Begründung: geschichtlich, wissenschaftlich, Kulturlandschaft prägend - Schutzumfang: gesamtes Äußeres - Denkmaltyp: Bauliche Anlage | BW                               |
| 42466          | Pastoratsweg 9 (54° 18′ 13″ N, 8° 47′ 42″ O)           | Wohnhaus                           | Wohnhaus; wohl Anf. 19. Jh.; langgestreckter, eingeschossiger Backsteinbau unter reetgedecktem Schopfwalmdach, Südostseite mit mittigem Backengiebel, scheitrechte Fenster- und Türöffnungen - Begründung: geschichtlich, städtebaulich - Schutzumfang: gesamtes Objekt - Denkmaltyp: Bauliche Anlage | BW                               |
| 42467          | Rungholter Weg 2 (54° 18′ 39″ N, 8° 49′ 59″ O)         | Wohn- und Wirtschaftsgebäude       | Wohn- und Wirtschaftsgebäude; 1. H./Mitte 19. Jh. u. Anf. 20. Jh.; eingeschossiger Backsteinbau über L-förmigem Grundriss unter reetgedecktem Walmdach, südlicher Wohntrakt mit Spitzgiebel über dem mittigen Eingang, Wirtschaftsteil nach Norden, jüngerer Werkstattanbau nach Westen unter Pultdach; Warft; Hausbäume - Begründung: geschichtlich, Kulturlandschaft prägend - Schutzumfang: Wohn- und Wirtschaftsgebäude, Warft, Hausbäume - Denkmaltyp: Bauliche Anlage | BW                               |

## Gründenkmale
| Objekt-ID      | Lage                                        | Offizielle Bezeichnung        | Beschreibung | Bild            |
| -------------- | ------------------------------------------- | ----------------------------- | --- | --------------- |
| 19432 Wikidata | Dorfstraße 6 (54° 18′ 13″ N, 8° 47′ 35″ O)  | Kirchhof                      | Alteintragung (Aktualisierung vorgesehen) - Begründung: geschichtlich, Kulturlandschaft prägend - Schutzumfang: Kirchhof, Grabmale bis 1870 - Denkmaltyp: Gründenkmal, Sachgesamtheit: Kirche St. Michaelis | Fotos hochladen |
| 27248 Wikidata | Dorfstraße 22 (54° 18′ 16″ N, 8° 47′ 33″ O) | Haubarg Tetenshof: Parkanlage | Alteintragung (Aktualisierung vorgesehen) - Begründung: geschichtlich, Kulturlandschaft prägend - Schutzumfang: gesamtes Objekt - Denkmaltyp: Gründenkmal                                                   | BW              |

## Quelle
- Liste der Kulturdenkmale in Schleswig-Holstein – Kreis Nordfriesland (PDF)